# Anton Krupicka
Anton Krupicka, né en 1983, est un athlète professionnel américain, coureur d'ultrafond et d'ultra-trail. Il est considéré par ses pairs et les médias comme l'un des meilleurs coureurs mondiaux en ultra-trail.

## Biographie

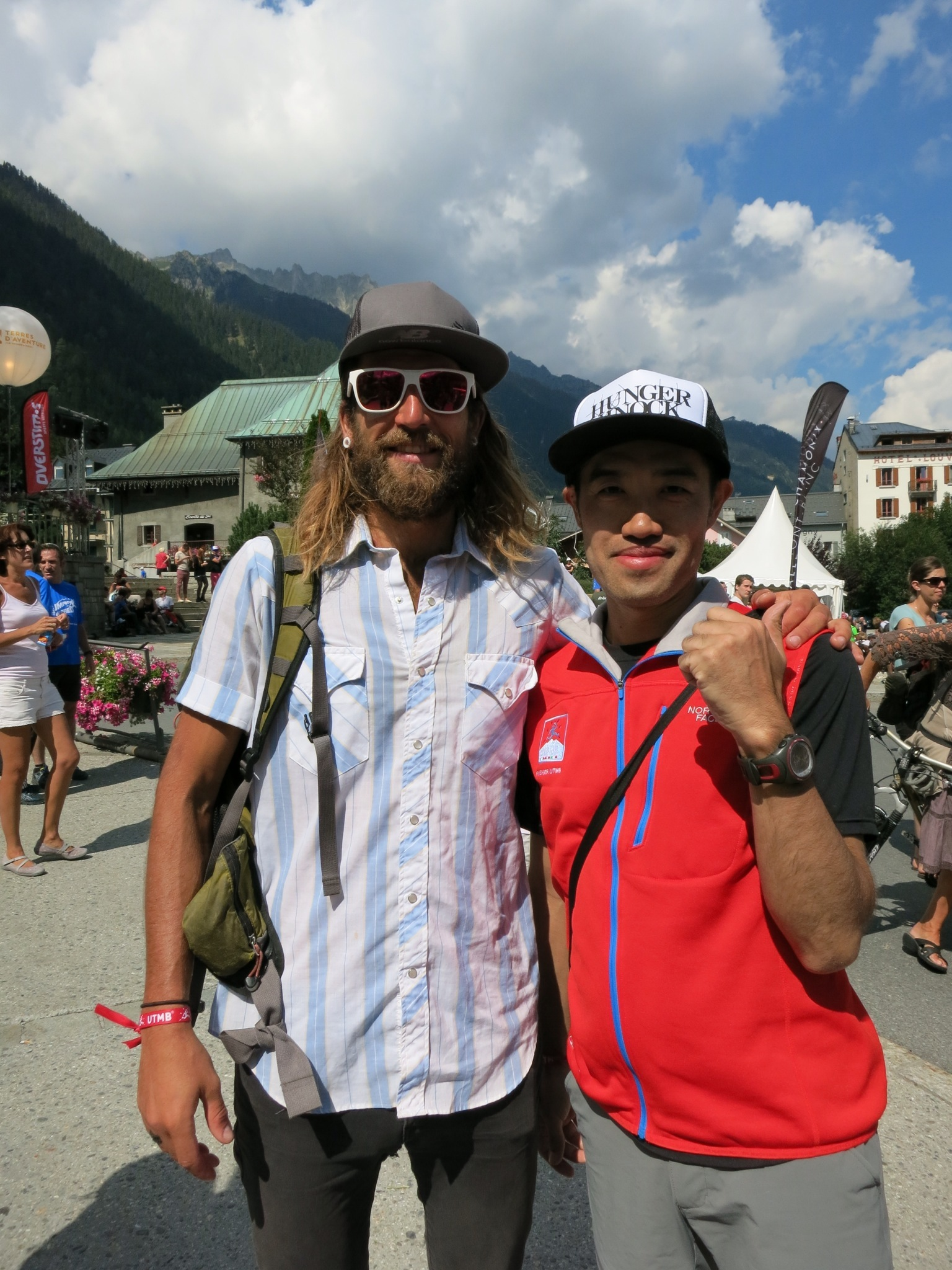
Anton Krupicka (à gauche).

D'origine tchèque, Anton Krupicka nait dans une ferme d'élevage de bétail à Niobrara au Nebraska. À onze ans, il fait ses débuts à la course à pied ; à douze ans, il court son premier marathon,, ; durant l'adolescence, il peut s'entrainer durant 200 km par semaine. Pour ses études (de physique, philosophie, puis géologie), il s'installe à Colorado Springs puis à Boulder, ville avec une « culture sportive hippie ». À l'issue de ses études en 2005, il commence la compétition en ultra-fond, et devient coureur professionnel en 2006.
Au départ plutôt coureur d'ultra-marathon, mais prédisposé à la course en montée plus qu'à plat, et de plus en plus attiré par la montagne, sa carrière va évoluer au cours des années vers l'ultra-trail, le skyrunning, et le scrambling (en) épreuve mélangeant l'escalade et la course. Il gagne la Leadville Trail 100 en 2006 puis également l'année suivante,.
En 2010, il gagne la Miwok 100K Trail Race, course qualificative pour la Western States Endurance Run ; lors de cette dernière, il affronte directement, en tête de la course, Kílian Jornet ; aucun des deux ne gagnera finalement cette épreuve, la victoire revenant à Geoff Roes. L'année suivante, il se casse une jambe.
En 2013, il est forfait pour la Transvulcania et la Speegoat ; il tente la Nolan's 14, course consistant à enchainer sur 160 km quatorze sommets du Colorado de plus de 4 200 m mais échoue au 8e : « j'étais dans un mauvais jour comme il y en a parfois. » Par la suite, Anton Krupicka, après trois semaines d'acclimatation à Chamonix, participe pour la première fois à la mythique Ultra-Trail du Mont-Blanc.
Plutôt « introverti » tel qu'il se définit, son attitude cool et minimaliste,, avec sa barbe, ses cheveux longs, son mini-short, courant souvent torse nu ou sans chaussure et dormant régulièrement dans son pick-up, est « légendaire ». Les médias précisent à propos d'Anton Krupicka et des coureurs dans sa mouvance qu'« ils n'ont pas d'attache, pas de contrainte. Ils recherchent ce côté roots, cette nomadisation […] Pour eux, un plan d'entrainement c'est se mettre la pression. » Ou alors : « son plan d'entrainement semble être simplement de courir et courir, autant que possible. »

## Palmarès
Anton a remporté deux fois le Leadville 100, la Miwok 100K Trail Race en 2010, la Rocky Raccoon 100 Miler, la Collegiate Peaks 50 Miler, la White River 50 Miler deux fois, la High Mountain 50k, la Estes Park Marathon et le Lavaredo Ultra Trail. Il est aussi second de la Western States Endurance Run de 2010 et second à la Cavalls del Vent en 2012.
| no  | masculin           | Course                                   | Longueur | Départ            | Temps            |
| --- | ------------------ | ---------------------------------------- | -------- | ----------------- | ---------------- |
| 1er | Médaille d'or      | Leadville Trail 100                      | 100 mi   | 19 août 2006      | 17 h 01 min 56 s |
| 1er | Médaille d'or      | Leadville Trail 100                      | 100 mi   | 18 août 2007      | 16 h 14 min 35 s |
| 1er | Médaille d'or      | American River 50 Mile Endurance Run     | 50 mi    | 5 avril 2008      | 5 h 42 min 38 s  |
| 1er | Médaille d'or      | Miwok 100K Trail Race                    | 100 km   | 1er mai 2010      | 8 h 02 min 51 s  |
| 2e  | Médaille d'argent  | Western States 100-Mile Endurance Run    | 100 mi   | 26 juin 2010      | 15 h 13 min 53 s |
| 2e  | Médaille d'argent  | Ultra Cavalls del Vent                   | 84 km    | 29 septembre 2012 | 8 h 49 min 23 s  |
| 2e  | Médaille d'argent  | Speedgoat 50K                            | 50 km    | 27 juillet 2013   | 5 h 09 min 36 s  |
| 1er | Médaille d'or      | Lavaredo Ultra Trail                     | 119 km   | 27 juin 2014      | 12 h 42 min 31 s |
| 3e  | Médaille de bronze | Leadville Trail 100                      | 100 mi   | 21 août 2021      | 17 h 7 min 55 s  |
| 2e  | Médaille d'argent  | Grindstone Trail Running Festival - 100m | 100 mi   | 20 septembre 2024 | 21 h 52 min 4 s  |

## Reportages
- (fr) Anton Krupicka Ultra-pur, L'Equipe Explore, 2015 [9]

- (en) Negative Split, Indulgence: 1000 Miles Under The Colorado Sky, 2007. présentation en ligne
- (en) Joel Wolpert, "In the High Country", 34 min, 2013.
- (en) Joel Wolpert, The Runner in Winter, 2011 online